# 엔터갤럭틱
《엔터갤럭틱》(영어: Entergalactic)은 넷플릭스에서 2022년 9월 30일에 공개된 미국의 성인 뮤지컬 애니메이션이다.

## 출연
- 키드 커디 : 자바리 역
- 제시카 윌리엄스 : 메도우 역

### 조연
- 로라 해리어 : 카먼 역
- 타이 달라 사인 : 카이 역
- 티모시 샬라메 : 지미 역
- 바네사 허진스 : 카리나 역
- 크리스토퍼 애봇 : 리드 역
- 키스 데이비드 : 미스터 레이거 역
- 아르투로 카스트로 : 렌 역
- 제이든 스미스 : 조던 역
- 070 셰이크 : 나디아 역
- 맥컬리 컬킨 : 다운타운 팻 역